# Hans-Dieter Laschet
Hans-Dieter Laschet (Raeren, 7 augustus 1951) is een Belgisch politicus van de PFF.

## Levensloop
Hij is beroepshalve districtshoofd van de Regie der Gebouwen.
Voor de PFF werd hij gemeenteraadslid van Raeren. Van 1989 tot 2000 was hij er schepen en van 2001 tot 2018 burgemeester.
Tevens was hij van 1999 tot 2012 lid van het Parlement van de Duitstalige Gemeenschap. Van 2010 tot 2012 was hij er plaatsvervangend PFF-fractievoorzitter.